# Amphipoea paludis-flavo
Amphipoea paludis-flavo är en fjärilsart som beskrevs av Heydemann. Amphipoea paludis-flavo ingår i släktet Amphipoea och familjen nattflyn. Inga underarter finns listade i Catalogue of Life.